# Дамди
Дамди́ (каз. Дәмді) — село у складі Наурзумського району Костанайської області Казахстану. Адміністративний центр Дамдинського сільського округу.
Населення — 502 особи (2021; 726 у 2009, 953 у 1999, 1562 у 1989).